# Lăpușel, Maramureș
Lăpușel (în maghiară Hagymáslápos) este un sat în comuna Recea din județul Maramureș, Transilvania, România.

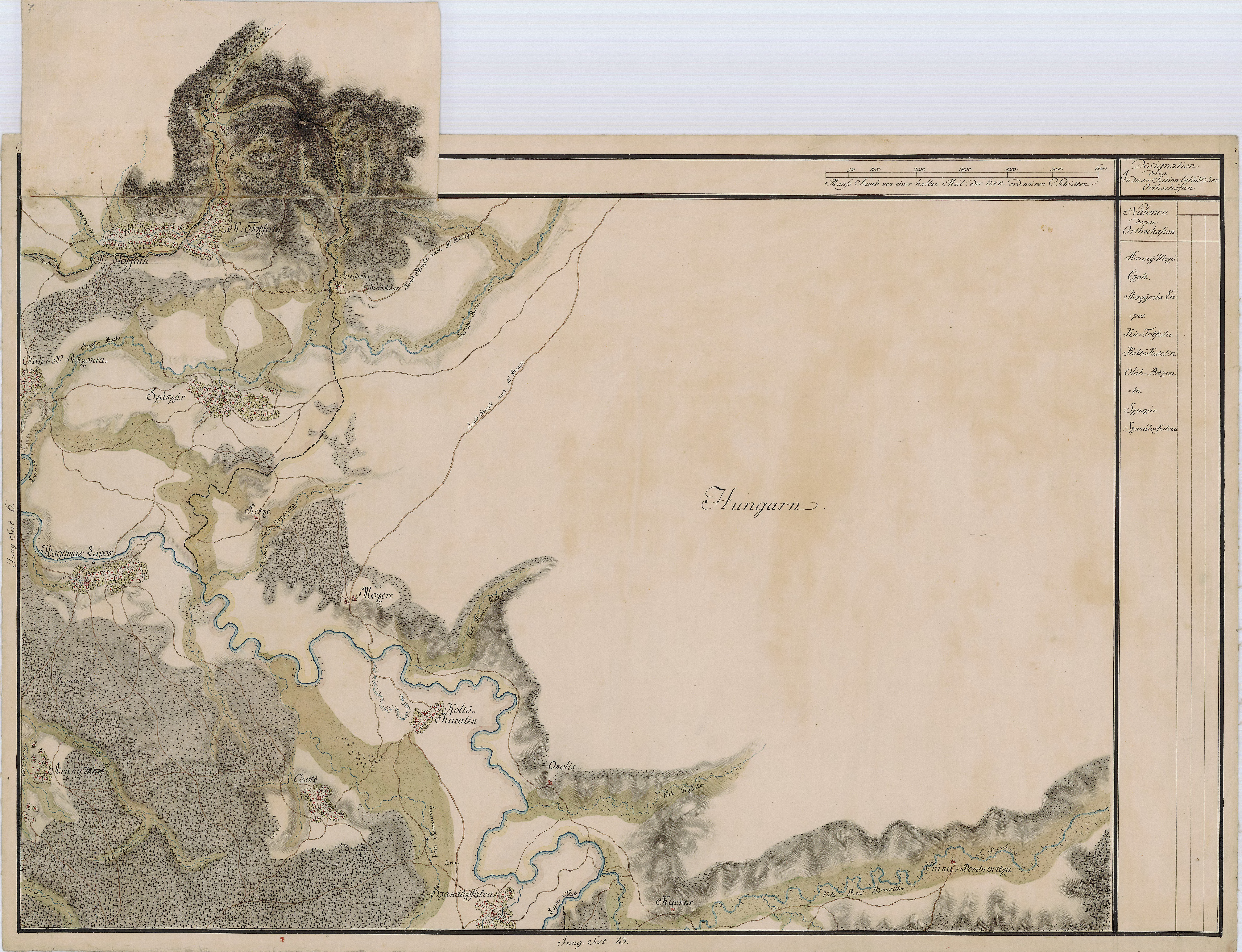
Lăpuşel în Harta Iosefină a Transilvaniei

## Etimologie
Etimologia numelui localității: Din hidron. Lăpuș (din subst. lăpuș „brusture”) + suf. -el. 

## Geografie
Satul este situat în depresiunea Baia Mare, la cca. 8 km sud-vest de municipiul Baia Mare. Se află în apropierea drumului european E58. La 5 km nord-vest se situează satul Bozânta Mică, centrul comunal (Recea) este situat la 3 km în nord-est, iar la 3 km sud-vest se află lacul amenajat piscicol „Două veverițe”. În apropierea satului curge râul Lăpuș, care formează lunci și terase fertile care au impus culturile de legume în sat (dar și în Bozânta Mică). Relieful este predominant de câmpie, iar clima este temperat-continentală, cu veri răcoroase și ierni blânde, fără viscol.

## Istoric
Localitatea numără două situri arheologice, Ciurgău și Mociar. Săpăturile efectuate recent au adus la lumină rămășițe ale unor așezări civile din epoca bronzului (cultura Suciu de Sus), din prima vârstă a epocii fierului (Hallstatt – sec. VII î.Hr.) și din sec. II-III și sec. VII-VIII d.Hr.
Datele istorice documentate asupra istoriei localității din evul mediu sunt relativ rare.Actele notariale ale cancelariei regale de la începutul secolului al XV-lea menționează localitatea în mai multe rânduri.În 1405 numele Lăpușelului este menționat prin toponimicul Magyarlapus, în 1470 prin Magyarlaapos, iar în 1475 este amintit sub numele de  Lapws.Din acest an localitatea este înregistrată ca loc de vamă al orașului Rivulus Dominarium (în maghiară:Asszoypataka, germană:Frauenbach), municipiul Baia Mare de azi.
După alte surse, prima atestare datează din 1760 (Hagymás Lápos). 
Din punct de vedere administrativ, până spre sfârșitul secolului al XVII-lea localitatea a fost o feudă subordonată Cetății Chioarului, stăpânit inițial de familia Drágffy, iar după stingerea ei de către familia conților Teleki, care au stăpânit localitatea până la începutul secolului al XX-lea.
După formarea Imperiului Dualist Austo-Ungar din 1867, localitatea a devenit comună subordonată districtului Șomcuta Mare din Comitatul Satu Mare.

## Demografie
În 1850, populația satului era de 716 locuitori, dintre care 512 români, 153 maghiari, 5 germani, 7 evrei și 34 romi.
La recensământul din 1930 au fost înregistrați 1 262 de locuitori, dintre care 951 români, 220 maghiari, 83 evrei și 8 romi. Sub aspect confesional, populația era alcătuită din 934 greco-catolici, 226 reformați, 83 mozaici, 16 ortodocși și 3 romano-catolici.
Datele obținute prin recensământul din 1992 sunt: 1 323 de locuitori, din care 1 075 români, 208 maghiari, 39 romi și un german ș.a.

## Monumente
- Biserica reformată (calvină), edificată în anul 1871 în stil neobaroc și care a suferit mai multe modificări în decursul secolului al XX-lea.
- Biserica greco-catolică, edificată între anii 1891-1894, în stil neobaroc, folosită din anul 1948 de parohia ortodoxă. Edificiul se află în zona centrală a localității în vecinătatea locului unde a existat o biserică de lemn, construită în secolul al XVII-lea. Lăcașul are hramul Sfinții Arhangheli Mihail și Gavriil și a fost construit în timpul păstoririi preotului paroh Ioan Bohățiel. Turnul bisericii este înzestrat cu 5 clopote, dintre care unul din 1823, altul din 1947, și trei dintre ele din 1973-1974. Zugrăvirea a fost executată în anul 1931 de meșterul Alexandru Szibert, iar la lucrările de finisaj și iconostas au lucrat Aurel Berindean, Vasile Hosu, Géza Kádár, reprezentanți ai Școlii de Pictură din Baia Mare. Băncile din interior au fost lucrate de Iosif György. Iluminatul electric a fost introdus în anul 1935 pe cheltuiala credincioșilor Vasile Gherasim și a soției sale, Floare.[necesită citare]

## Educație
În sat există o grădiniță și o școală cu nivele de învățământ primar și gimnazial. Grădinița este prima dintr-o localitate rurală maramureșană cu program prelungit; în 2008 s-au înscris aici peste 40 de copii. Școala se află în renovare, finalizarea proiectului finanțat prin Banca Mondială fiind așteptată pentru aprilie 2009. Dotarea școlii cuprinde: computere, mobilier și material didactic după cerințele ministerului de resort.

## Proiecte
Demersurile făcute pentru includerea comunei Recea în programele PHARE și SAPARD au în vedere modernizarea drumurilor, în special pe cel care leagă Lăpușelul de Bozânta Mică (cca. 5 km).
Pe bază de fonduri europene, Consiliul Județean (Maramureș) urmărește instalarea unei rampe de gunoi ecologice la granița satului cu comuna Coltău. Pentru acest demers a fost cumpărat pământ deținut de composesoratul urbarial (reg. asociația de coproprietari de pământ) din Lăpușel, anume o suprafață de 26 ha.